# Суоллоу, Эмили
Эмили Суоллоу (англ. Emily Swallow; род. 18 декабря 1979, Вашингтон, США) — американская актриса. Наиболее известная благодаря своим ролям в таких телесериалах, как «Менталист» (2013—2014), «Сверхъестественное» (2015—2016), «Понедельник утром» (2013), а также в мультипликационном сериале «Кастлвания» (2017—2018).

## Биография
Эмили Суоллоу родилась 18 декабря 1979 года в городе Вашингтон, США. Выросла в Стерлинге, штат Виргиния, и Джэксонвилле, штат Флорида. Когда Эмили училась в подготовительной школе колледжа Стэнтон, она начала участвовать в различных профессиональных и любительских театральных постановках. Намереваясь продолжить карьеру в качестве сотрудника дипломатической службы, Эмили в 2001 году получила степень бакалавра по изучению Ближнего Востока в Виргинском университете. После окончания школы Эмили также получила степень магистра искусств актёрского мастерства в Школе искусств «Тиш» Нью-Йоркского университета.

## Карьера
Свою актёрскую карьеру Эмили начала в Бродвейском театре, где участвовала в различных спектаклях, таких как «Король Лир», «Укрощение строптивой», «Сон в летнюю ночь», «High Fidelity», «Много шума из ничего», «Кошка на раскалённой крыше» и многих других. Эмили также играла в мировых премьерах театров офф-Бродвей, таких как «Romantic Poetry» и «Measure for Pleasure». За исполнение роли Кейт в постановке «Укрощение строптивой» в 2010 году была удостоена премии Falstaff Award как лучшая актриса. В 2013 году Эмили сотрудничала с Марком Райлэнсом и Луи Дженкинсом на мировой премьере «Nice Fish» в театре Гатри.
На телевидении Эмили Суоллоу впервые появилась в 2006 году в сериале «Направляющий свет», изображая роль Реджины. Впоследствии, она начала появляться в эпизодических ролях в таких сериалах как «Летучие Конкорды», «Иерихон» и другие. В 2013 году Эмили была в постоянном актёрском составе в драматическом сериале «Понедельник утром», однако наибольшую известность ей принёс сериал «Менталист», где она сыграла роль агента ФБР Ким Фишер. Одной из наиболее популярных ролей Эмили является роль Амары (Тьма) в телесериале «Сверхъестественное».
В 2012 году Эмили совместно с певицей Жак Губерман создала театральное шоу под названием Jac N Swallow, с которым они выступали в Нью-Йорке.
В 2017 году присоединилась к актёрскому составу в качестве гостьи на роль Эмили в компьютерной игре The Last of Us Part II.

## Фильмография
| Год       |     | Русское название                   | Оригинальное название         | Роль                          |
| --------- | --- | ---------------------------------- | ----------------------------- | ----------------------------- |
| 2006      | с   | Направляющий свет                  | Guiding Light                 | Реджина                       |
| 2007      | с   | Иерихон                            | Jericho                       | медсестра                     |
| 2007      | с   | Летучие Конкорды                   | Flight of the Conchords       | Бекки                         |
| 2007      | с   | Путешественник                     | Journeyman                    | начальник службы безопасности |
| 2008      | ф   | Счастливчики                       | The Lucky Ones                | Брэнди                        |
| 2009      | с   | Медиум                             | Medium                        | Эрика Дюваль                  |
| 2009      | с   | Морская полиция: Спецотдел         | NCIS                          | Дарлин Келп                   |
| 2006—2010 | с   | Саутленд                           | Southland                     | Дина Кларк                    |
| 2010      | тф  | —                                  | The Odds                      | Бекка Фачелли                 |
| 2011      | с   | Хорошая жена                       | The Good Wife                 | Мэнди Кокс                    |
| 2011      | с   | Двойник                            | Ringer                        | детектив Элизабет Салдана     |
| 2013      | с   | Понедельник утром                  | Monday Mornings               | д-р Мишель Роббиду            |
| 2013      | с   | Риццоли и Айлс                     | Rizzoli & Isles               | Элизабет Китинг               |
| 2013      | с   | Айронсайд                          | Ironside                      | Табита Гейтс                  |
| 2013—2014 | с   | Менталист                          | The Mentalist                 | Ким Фишер                     |
| 2015      | с   | Руководство подруг к разводу       | Girlfriends' Guide to Divorce | Карла                         |
| 2015      | ки  | Орден: 1886                        | The Order: 1886               | доп. голос                    |
| 2015      | с   | Красавица и чудовище               | Beauty and the Beast          | Белинда Залман                |
| 2015—2019 | с   | Сверхъестественное                 | Supernatural                  | Амара/Тьма                    |
| 2016      | с   | Как избежать наказания за убийство | How to Get Away with Murder   | Лиза Кэмерон                  |
| 2016      | с   | —                                  | Adoptable                     | Лиза Крейн                    |
| 2017      | кор | —                                  | The Games We Play             | Жюль                          |
| 2017      | с   | Всё схвачено                       | Man with a Plan               | доктор Нокс                   |
| 2018      | с   | Вне времени                        | Timeless                      | Вирсавия Поуп                 |
| 2018      | с   | —                                  | Dealbreakers                  | Мэгги                         |
| 2017—2018 | мс  | Кастлвания                         | Castlevania                   | Лиза Цепеш                    |
| 2018      | кор | —                                  | Forget Me Not                 | мать                          |
| 2018      | кор | —                                  | Health to the King            | Кейт                          |
| 2019      | с   | Мандалорец                         | The Mandalorian               | Оружейник                     |
| 2019      | с   | Элементарно                        | Elementary                    | Бри Новачек                   |
| 2020      | ки  | Одни из нас: Часть II              | The Last of Us Part II        | Эмили / озвучивание           |